# Klaus Urner
Klaus Urner (* 19. August 1942 in Zürich oder Stein am Rhein; heimatberechtigt in Zürich) ist ein Schweizer Historiker, der das Archiv für Zeitgeschichte an der ETH Zürich begründete und bis Ende August 2007 leitete. 

## Leben
Urner wurde 1973 Assistent von Jean-François Bergier und 1993 Honorarprofessor für Geschichte an der ETH Zürich. Er hat Pionierarbeit geleistet in der Sicherung von Nachlässen von Privatpersonen, Organisationen und Unternehmen (insbesondere zur Wirtschaftsgeschichte und zur jüdischen Zeitgeschichte) sowie im Bereich der Oral History.

## Werke
- Die Deutschen in der Schweiz: Von den Anfängen der Kolonienbildung bis zum Ausbruch des Ersten Weltkrieges. Huber, Frauenfeld/Stuttgart 1976, ISBN 3-7193-0517-1.
- Der Schweizer Hitler-Attentäter: Drei Studien zum Widerstand und seinen Grenzbereichen: Systemgebundener Widerstand / Einzeltäter und ihr Umfeld / Maurice Bavaud und Marcel Gebohay. Huber, Frauenfeld/Stuttgart 1980, ISBN 3-7193-0634-8.
- «Die Schweiz muss noch geschluckt werden!» Hitlers Aktionspläne gegen die Schweiz: Zwei Studien zur Bedrohungslage der Schweiz im Zweiten Weltkrieg. Verlag Neue Zürcher Zeitung, Zürich 1990, ISBN 3-85823-303-X. Überarbeitete und aktualisierte Neuausgabe: Pendo, Zürich/München 1998, ISBN 3-85842-516-8.